# Paul Landers (judoka)
Paul Landers es un deportista canadiense que compitió en judo. Ganó una medalla de plata en el Campeonato Panamericano de Judo de 1992, en la categoría de –56 kg.

## Palmarés internacional
| Campeonato Panamericano | Campeonato Panamericano | Campeonato Panamericano | Campeonato Panamericano |
| Año                     | Lugar                   | Medalla                 | Categoría               |
| ----------------------- | ----------------------- | ----------------------- | ----------------------- |
| 1992                    | Hamilton (Canadá)       | Medalla de plata        | –56 kg                  |